# ブルー・レディに紅いバラ
「ブルー・レディに紅いバラ」（英語: Red Roses for a Blue Lady）は、1948年にシド・テッパー,ロイ・ベネットが書いた作品。当時,バンド・リーダー兼歌手のヴォ―ン・モンロー盤とガイ・ロンバードとロイヤル・カナディアンズ盤がヒットした。1965年になりベルト・ケンプフェルト,ウエイン・ニュートン、ヴィック・ダナ盤の競作となり日本ではアンディ・ウィリアムス盤もヒットした。

## 解説
1965年ウェイン・ニュートン,ベルト・ケンプフェルト,ヴィック・ダナ盤の競作となった「ブルー・レディの紅いバラ」は元々,1948年の作品。当時ヴォ―ン・モンロー盤,ガイ・ロンバードとロイヤル・カナディアンズ盤がヒットしていた。ヴィック・ダナ盤が最高位10位を記録したが日本ではあまり知られていない。ウェイン・ニュートン盤が23位,ベルト・ケンプフェルト盤は11位まで上昇した。アンディ・ウィリアムス盤はアメリカでは"And roses and roses"のB面としてリリースされたが日本ではA面として発売されヒットした。

## カバー
ヴォーカルもの,演奏ものなど多くのカバーがでています。

- フロイド・クレイマー(1965）
- ヴィック・ダナ(1965）
- エディ・フィッシャー（1965）
- レターメン(1965）
- アル・マルティーノ（1965）
- ディーン・マーチン(1965)
- ビリー・ヴォ―ン(1965)
- アル・ハート(1968)